# Lidai Diwang Miao

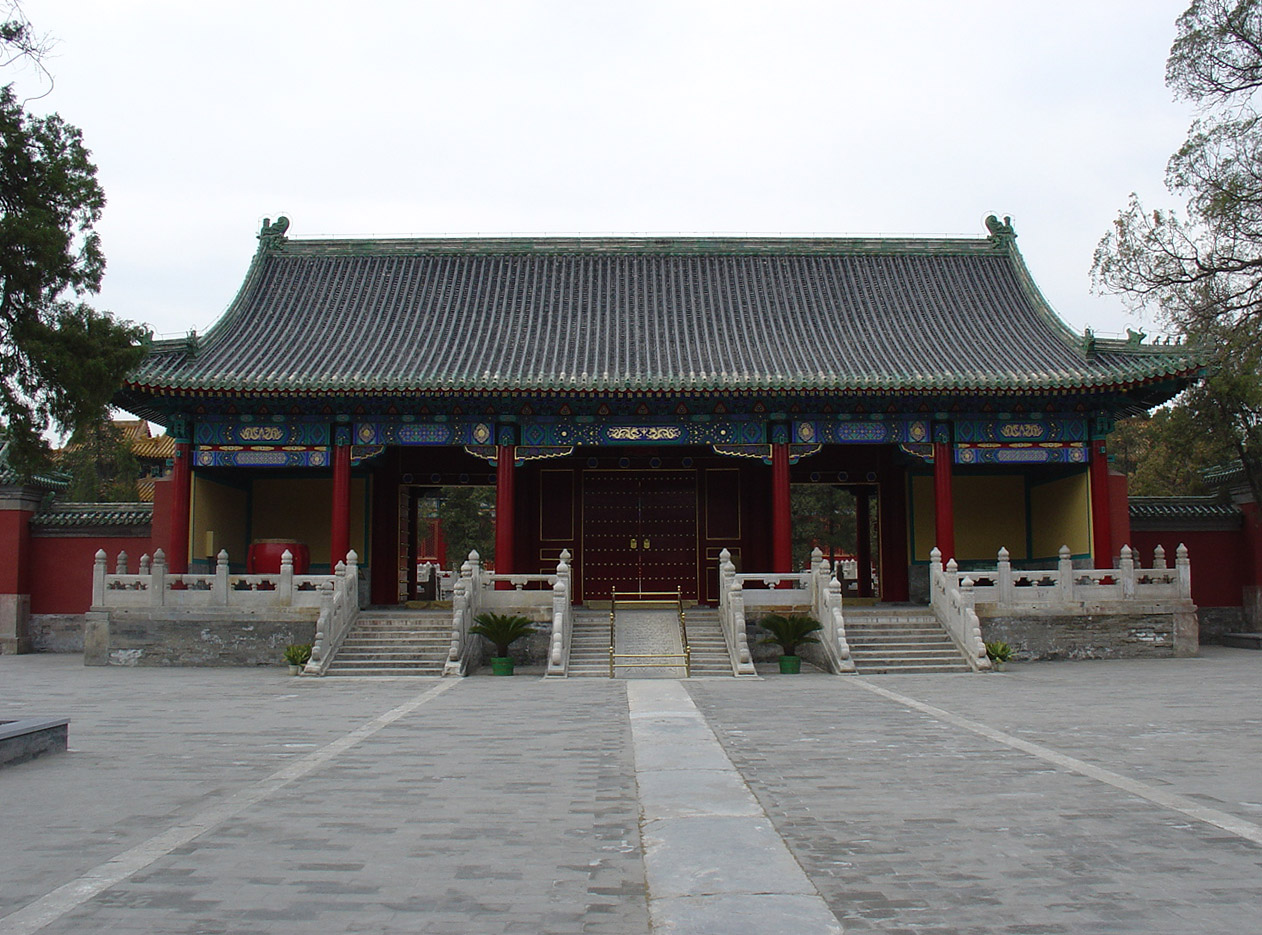

Der Tempel Lidai diwang miao (chinesisch 历代帝王庙, Pinyin Lìdài dìwáng miào, englisch Lidai Diwang Temple/Temple of Ancient Monarchs etc. – „Tempel der Herrscher der Vergangenheit“) ist ein konfuzianischer Tempel aus dem Jahr 1530 der Ming-Dynastie im Pekinger Stadtbezirk Xicheng in der Straße Fuchengmen Neidajie (阜城门内大街) Nr. 131.

## Inhalt
Der Tempel wurde für den Staats- und Ahnenkult verwendet. Hier wurden von den Kaisern der Ming- und Qing-Dynastien ihren berühmtesten Vorgängern sowie einigen herausragenden Beamten der Vergangenheit Opfer dargebracht. Der Tempel wurde auf die Stätte eines früheren buddhistischen Tempels (Bao'an Si) erbaut. Er steht seit 1996 auf der Liste der Denkmäler der Volksrepublik China (4-12).

## Tempelgebäude
In den vier Tempelgebäuden Jingde chongsheng dadian (景德崇圣大殿), Dongpeidian (东配殿), Xipeidian (西配殿) und Miaozhongmiao (庙中庙) wurden verschiedene Personen, legendäre Personen und Gottheiten verehrt.

## In den vier Tempelgebäuden verehrte Personen und Gottheiten
Quelle: lddwm.com, siehe Weblinks
Die folgende Auflistung ist nach den chinesischen Dynastien gegliedert. Die angegebenen Namen der Kaiser usw. sind meist ihre Tempelnamen oder ihr Postumer Titel (Kurzform).

### Jingde chongsheng dadian
- Drei Souveräne 三皇时代：Taihao Fuxishi 太昊伏羲氏, Yandi Shennongshi 炎帝神农氏, Huangdi Xuanyuanshi 黄帝轩辕氏
- Fünf Kaiser 五帝时代：Shaohao 少昊, Zhuanxu 顓顼, Diku 帝喾, Yao 尧, Shun 舜
- Xia-Dynastie 夏：Yuwang 禹王, Qi 启, Zhongkang 仲康, Shaokang 少康, Zhu 杼, Huai 槐, Mang 芒, Xie 泄, Bujiang 不降, Jiong 扃, Jin 廑, Kongjia 孔甲, Gao 皋, Fa 发
- Shang-Dynastie 商：Shang Liezu Cheng Tang 商烈祖成汤, Taizong 太宗, Wo Ding 沃丁, Tai Kang 太庚, Xiao Jia 小甲, Yong Yi 雍已, Tai Wu 太戊, Zhong Ding 仲丁, Wai Ren 外壬, He Danjia 河亶甲, Zu Yi 祖乙, Zu Xin 祖辛, Wo Jia 沃甲, Zu Ding 祖丁, Nan Kang 南庚, Yang Jia 阳甲, Pan Kang 盘庚, Xiao Xin 小辛, Xiao Yi 小乙, Wu Ding 武丁, Zu Kang 祖庚, Zu Jia 祖甲, Lin Xin 廪辛, Kang Ding 庚丁, Tai Ding 太丁, Di Yi 帝乙
- Zhou-Dynastie 周：Zhou Wu wang 周武王, Cheng wang 成王, Kang wang 康王, Zhao wang 昭王, Mu wang 穆王, Gong wang 共王, Yi wang 懿王, Xiao wang 孝王, Yi wang 夷王, Xuan wang 宣王, Ping wang 平王, Huan wang 桓王, Zhuang wang 庄王, Xi wang 僖王, Hui wang 惠王, Xiang wang 襄王, Qing wang 顷王, Kuang wang 匡王, Ding wang 定王, Jian wang 简王, Ling wang 灵王, Jing wang 景王, Dao wang 悼王, Jing wang 敬王, Yuan wang 元王, Zhending wang 贞定王, Kao wang 考王, Wei Lie wang 威烈王, An wang 安王, Lie wang 烈王, Xian wang 显王, Shenjing wang 慎靓王
- Westliche Han-Dynastie 西汉：Han Gaozu 汉高祖, Hui di 惠帝, Wen di 文帝, Jing di 景帝, Wu di 武帝, Zhao di 昭帝, Xuan di 宣帝, Yuan di 元帝, Cheng di 成帝, Ai di 哀帝
- Östliche Han-Dynastie 东汉：Guangwu di 光武帝, Ming di 明帝, Zhang di 章帝, He di 和帝, Shang di 殇帝, An di 安帝, Shun di 顺帝, Chong di 冲帝
- Drei Reiche 三国：Zhaolie di 昭烈帝
- Östliche Jin-Dynastie 东晋：Jin Yuan di 晋元帝, Ming di 明帝, Cheng di 成帝, Kang di 康帝, Mu wen di 穆文帝 (?), Ai di 哀帝, Jianwen di 简文帝
- Südliche und Nördliche Dynastien 南北朝：Song Wen di 宋文帝, Xiaowu di 孝武帝, Ming di 明帝, Qi Wu di 齐武帝, Bei Wei Daowu di 北魏道武帝, Mingyuan di 明元帝, Taiwu di 太武帝, Wencheng di 文成帝, Xianwen di 献文帝, Xiaowen di 孝文帝, Xuanwu di 宣武帝, Xiaoming di 孝明帝, Chenwen di 陈文帝, Xuan di 宣帝
- Tang-Dynastie 唐：Tang Gaozu 唐高祖, Taizong 太宗, Gaozong 高宗, Ruizong 睿宗, Xuanzong 玄宗, Suzong 肃宗, Daizong 代宗, Dezong 德宗, Shunzong 顺宗, Xianzong 宪宗, Muzong 穆宗, Wenzong 文宗, Wuzong 武宗, Xuanzong 宣宗, Yizong 懿宗, Xizong 僖宗
- Spätere Tang-Dynastie  后唐：Mingzong 明宗
- Spätere Zhou-Dynastie  后周：Shizong 世宗
- Liao-Dynastie  辽：Taizu 太祖, Taizong 太宗, Jingzong 景宗, Shengzong 圣宗, Xingzong 兴宗, Daozong 道宗
- Song-Dynastie  宋：Song Taizu 宋太祖, Taizong 太宗, Zhenzong 真宗, Renzong 仁宗, Yingzong 英宗, Shenzong 神宗, Zhezong 哲宗, Gaozong 高宗, Xiaozong 孝宗, Guangzong 光宗, Ningzong 宁宗, Lizong 理宗, Duzong 度宗, Duanzong 端宗
- Jin-Dynastie  金： Taizu 太祖, Taizong 太宗, Shizong 世宗, Zhangzong 章宗, Xuanzong 宣宗, Aizong 哀宗
- Yuan-Dynastie  元：Taizu 太祖, Taizong 太宗, Dingzong 定宗, Xianzong 宪宗, Shizu 世祖, Chengzong 成宗, Wuzong 武宗, Renzong 仁宗, Taiding di 泰定帝, Wenzong 文宗, Ningzong 宁宗
- Ming-Dynastie  明：Taizu 太祖, Huidi 惠帝, Chengzu 成祖, Renzong 仁宗, Xuanzong 宣宗, Yingzong 英宗, Jing di 景帝, Xianzong 宪宗, Xiaozong 孝宗, Wuzong 武宗, Shizong 世宗, Muzong 穆宗, Min di 愍帝

### Dongpeidian
- Drei Souveräne 三皇时代：Fenghou 风后, Cang Jie 仓颉
- Fünf Kaiser  五帝时代：Kui 夔, Bo yi 伯夷
- Shang-Dynastie 商：Yi Yin 伊尹, Fu Shuo 傅说
- Zhou-Dynastie 周：Zhao gong Shi 召公奭, Bi gong Gao 毕公高, Zhao Mu gong Hu 召穆公虎, Zhong Shanfu 仲山甫
- Han-Dynastie 汉：Zhang Liang 张良, Cao Shen 曹参, Zhou Bo 周勃, Wei Xiang 魏相
- Östliche Han-Dynastie 东汉：Deng Yu 邓禹, Geng Yan 耿弇
- Drei Reiche 三国时代：Zhuge Liang 诸葛亮
- Tang-Dynastie 唐：Fang Xuanling 房玄龄, Li Jing 李靖, Song Jing 宋璟, Guo Ziyi 郭子仪, Xu Yuan 许远, Li Sheng 李晟, Pei Du 裴度
- Nördliche Song-Dynastie 北宋：Cao Bin 曹彬, Li Hang 李沆, Wang Ceng 王曾, Fu Bi 富弼, Wen Yanbo 文彦博
- Südliche Song-Dynastie 南宋：Li Gang 李纲, Han Shizhong 韩世忠, Wen Tianxiang 文天祥
- Jin-Dynastie 金：Wanyan Zonghan 完颜宗翰
- Yuan-Dynastie 元：Muqali 穆呼哩, Buhumi 布呼密
- Ming-Dynastie 明：Xu Da 徐达, Chang Yuchun 常遇春, Yang Shiqi 杨士奇, Yu Qian 于谦, Liu daxia 刘大夏

### Xipeidian
- Drei Souveräne 三皇时代：Limu 力牧
- Fünf Kaiser  五帝时代：Gao Yao 皋陶, Long 龙, Bo Yi 伯益
- Shang-Dynastie 商：Zhonghui 仲虺
- Zhou-Dynastie 周：Zhou gong Dan 周公旦, Lü Shang 吕尚, Hou 侯, Fang Shu 方叔, Yin Jifu 尹吉甫
- Han-Dynastie 汉：Xiao He 萧何, Chen Ping 陈平, Liu Zhang 刘章, Bing Ji 丙吉
- Östliche Han-Dynastie 东汉：Ping Yi 冯异, Ma Yuan 马援
- Drei Reiche 三国时代：Zhao Yun 赵云
- Tang-Dynastie  唐：Du Ruhui 杜如晦, Di Renjie 狄仁杰, Yao Chong 姚崇, Zhang Xun 张巡, Li Mi 李泌, Lu Zhi 陆贽
- Liao-Dynastie  辽：Yelü Helu 耶律曷鲁
- Nördliche Song-Dynastie  北宋：Lü Mengzheng 吕蒙正, Kou Zhun 寇准, Fan Zhongyan 范仲淹, Han Qi 韩琦, Sima Guang 司马光
- Südliche Song-Dynastie  南宋：Zhao Ding 赵鼎, Yue Fei 岳飞
- Jin-Dynastie   金：Wolu 斡鲁, Wanyan Zongwang 完颜宗望
- Yuan-Dynastie  元：Bayan 巴颜, Tuoketuo 托克托
- Ming-Dynastie 明：Li Ji 刘基, Li Wenzhong 李文忠, Yang Rong 杨荣, Li Xian 李贤

### Miaozhongmiao
- Guan Yu 关羽